# Paul Harrington
Paul Harrington (Dublino, 8 maggio 1960) è un musicista irlandese.

## Carriera
Nel 1991, Harrington ha pubblicato un album intitolato What I'd Say che comprende dodici tracce; l'album è stato pubblicato con l'etichetta Eaton Records.
Nel 1994 ha vinto con Charlie McGettigan l'Eurovision Song Contest.
La canzone vincitrice del concorso era Rock 'n' Roll kids, scritta da Brendan Graham. Harrington e McGettigan sono stati il primo gruppo nella storia dell'Eurovision ad aver ottenuto più di 200 punti (226).

Dal giugno 2009 Harrington è sposato con Karol Sadlier.